# الحرب المصرية العثمانية (1831-1833)
اندلعت الحرب المصرية العثمانية الأولى أو الحرب المصرية التركية الأولى (1831-1833) بين الدولة العثمانية من جانب، والجيش المصري نتيجة لرفض الباب العالي طلب محمد علي باشا والي مصر من الباب العالي الوفاء بوعده بتوليته على أرضي سوريا، جزاء لجهوده هو وابنه إبراهيم باشا في حرب الاستقلال اليونانية التي تكبدت فيها الدولة العثمانية ومصر خسائر هائلة. استغل محمد علي هروب بعض الفلاحين المصريين إلى عكا ورفض عبد الله باشا والي عكا إعادتهم، فبدأت الحملة المصرية على الشام في أكتوبر 1831.
لم يلق الجيش المصري أي مقاومة من العريش حتى عكا، التي ضرب حولها الحصار ستة أشهر حتى سقطت في مايو 1832. بعد سقوط عكا، أصدر السلطان العثماني محمود الثاني فرمانًا بعزل محمد علي من حكم مصر وتجريده هو وولده من جميع الرتب، وتعيين السر عسكر حسين باشا واليا على مصر. استكمل الجيش المصري حملته ففتح دمشق دون قتال كبير في يونيو 1832، ثم تقابل في حمص بجيش الباشوات في معركة كبيرة انتصر فيها المصريون ودخلوا حمص، ثم أكمل إبراهيم باشا بجيشه فدخل حماة ثم حلب دون قتال كبير.
تقابل الجيش المصري مع جيش السر عسكر حسين باشا في معركة كبيرة في مضيق بيلان بين حلب والإسكندرونة، فانتصر إبراهيم انتصارًا حاسمًا، وبانتهاء معركة مضيق بيلان سلمت أنطاكية والإسكندرونة واللاذقية ثم تقدم إبراهيم باشا بجيشه فدخل أضنة التي مكث فيها ثلاثة أشهر، قبل أن يزحف إلى قونية، حيث اصطدم بجيش الصدر الأعظم رشيد باشا في معركة كبيرة انتصر فيها المصريون وأوقعوا الصدر الأعظم في الأسر وتقدموا حتى وصلوا إلى كوتاهية.
استعان السلطان العثماني بالقيصر الروسي الذي أرسل الأسطول الروسي إلى الآستانة، وهو ما فزعت له الدول الأوروبية فسعوا إلى الصلح بين الطرفين لإبعاد روسيا عن البوسفور. نتجت جهود الصلح عن اتفاقية كوتاهية التي وافق بموجبها الباب العالي على منح محمد علي ولاية مقاطعات دمشق وطرابلس الشام، وصيدا، وصفد، وحلب، وإقليمي القدس ونابلس، والحجاز، وأضنة، مقابل إتاوة يدفعها محمد علي إلى الباب العالي سنويًا. لم تفض اتفاقية كوتاهية إلى سلام دائم بين الطرفين، وإنما كانت هدنة مؤقتة اندلعت بعدها الحرب المصرية العثمانية الثانية بسنوات قليلة.

## التمهيد للحرب
كانت الدولة العثمانية مريضة تحتضر، ولم يمنع دول أوروبا عن اقتسامها سوى اختلافهم على ذلك الاقتسام. كذلك كانت مصر مطمعًا لفرنسا، خاصة بعد أن أخرج الإنكليز جيش نابليون منها وفسخوا معاهدة أميان التي كانت تقرر الاحتفاظ بمصر كما هي، فسعوا إلى بسط حمايتهم على مصر عبر المماليك الذي كانوا يحكمونها. لذا فقد أرسل الفرنسيون قنصلهم دي ليسيبس إلى مصر ليبحث عن رجل يقاوم الإنكليز إن حاولوا الاستيلاء على مصر فاستقر رأيه على محمد علي، فقدم الفرنسيون له كل العون، واختاروه واليًا، وطردوا الولاة الثلاثة الذين عيّنهم الباب العالي بعد أن ضجرت البلاد حكم المماليك. وتمكن محمد علي من طرد الإنكليز بعد احتلالهم الإسكندرية ستة أشهر.
احتكر محمد علي الغلال، فألف جيشا وبنى أسطولا، فتطلع إلى توسيع رقعة ملكه. لكنه لم يفاجئ الباب العالي برغبته في حكم سوريا، وإنما طلبها من السلطان عبر رسوله صارم بك، لكنه طلب أن يكون حكم مصر وسوريا له وراثيًا، وعرض على الباب العالي مقابل حكم سوريا 60 ألف كيس في السنة (الكيس 500 قرش)، فعرض عليه الباب العالي حكم المورة وكريت وقبرص وهو يعلم بضياعها، وحكم بلاد العرب وهو يعلم أنها عبء على حاكمها.
شرع محمد علي منذ سنة 1825 في إعداد الأنصار في بلاد الشام، فتوسط لدى الباب العالي ليعين عبد الله باشا الخازنه جي واليا على عكا، وأمده بالمال ليدفعه للباب العالي. ثم أحكم صلاته بالأمير بشير واستضافه بمصر ثلاثة أشهر، واستمر في ذلك حتى صارت شئون تلك البلاد كأنها من شئون مصر في نظر محمد علي، الذي كان يتدخل بها فعليًا، حتى إنه هدد والي دمشق بإرسال عشرة آلاف مقاتل بقيادة ابنه طوسون إذا لم يكف عن اضهطاد اللبنانيين.
هنا شرع الباب العالي في صد محمد علي عبر تحريض عبد الله باشا والي عكا على مقاومته، ففتح عبد الله باشا الباب للمصريين الهاربين من بلدهم حتى بلغوا ستة آلاف شخص، فكتب إليه محمد علي ليعيدهم، فأجابه: «إن هؤلاء الستة آلاف رعايا السلطان، وشأنهم هنا كشأنهم بمصر، فإن شئت فاحضر لأخذهم»، فأجابه محمد علي: إني سأحضر لأخذ ستة آلاف وواحدًا فوقهم! يعني بذلك عبد الله باشا.
غادرت طلائع الجيش المصري مصر إلى عكا في 14 أكتوبر 1831، واحتلت البحرية المصرية يافا في 8 نوفمبر، ووصل إبراهيم باشا قائد الحملة إلى حيفا في 13 نوفمبر. لم تلق الحملة المصرية من العريش إلى عكا مقاومة تذكر، حتى ضرب الجيش المصري الحصار حول عكا في 8 ديسمبر.

## الحملة المصرية على الشام

### حصار عكا وفتحها

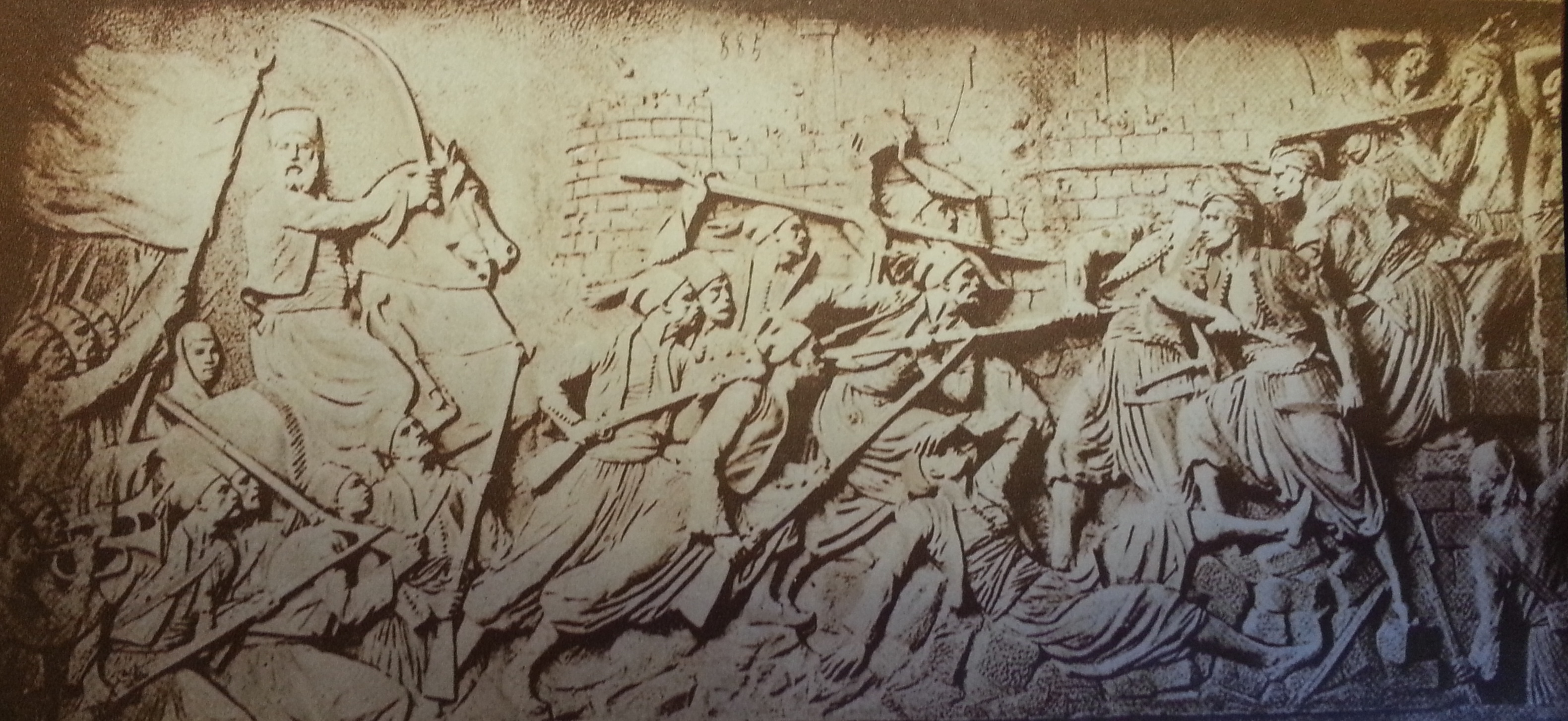
إبراهيم باشا يقتحم أسوار عكا بعد حصارها لستة أشهر في مايو 1832.

تألفت الحملة المصرية إلى عكا وسوريا من ستة ألوية من المشاة، وأربعة من الفرسان، مسلحة بأربعين مدفع ميدان، وغيرها من مدافع الحصار. وقد بغ عدد الجيش المصري نحو مائة ألف مقاتل. أما الأسطول المصري فبعد أن احترق في نافارين، فقد جدده المهندس الفرنسي سيرزي ونظمه بيسون، وقد ركبه إبراهيم باشا من الإسكندرية إلى يافا. وكان الأسطول مؤلفا من خمس سفن كبيرة تبعتها السفن الصغيرة. ولما ضرب الجيش البري الحصار حول عكا، قام الأسطول بحصارها بحرًا.
أما حامية عكا فكان عددها ستة آلاف مقاتل، وكان سور المدينة منيعًا. وأضر المطر والبرد بالجيش المصر إضرارًا شديدًا حتى رأي إبراهيم باشا أن يكتفي بالحصار. فاستدعى من الإسكندرية الكولونيل روماي الطلياني، لأنه اشتهر في حصار قلعة موسوليغي في اليونان، فوصل إلى معسكر عكا في 2 فبراير، فغيروا شكل الحصار.
وفي 3 مارس بدءوا بضرب القلاع على الطريقة الجديدة، واستمروا على ذلك عشرة أيام حتى دكوا البرج الذي يحمي باب المدينة، واندكّ معه جزء من السور فردم الخدنق فهجم المصريون من تلك الفتحة واصطدموا بجيش عبد الله باشا الذي نجح في إحباط هجوم 9 مارس 1832. إلا أنه صار جليا أن المدينة في لحظاتها الأخيرة، إذ لم يبق من الحامية سوى 900 مقاتل، ولأن الأمراض تفشت فيها وقلت اللحوم والبقول.
في 27 مايو بدأ هجوم المصريين عند الفجر على قلعة عكا من ثلاث جهات، واستمر الهجوم حتى الظهر حتى احتلوا أحد خانات المدينة. فتسرب العجز والملل إلى الحامية فأرسلوا إلى عبد الله باشا بأن أوان التسليم قد حل. فربط منديلا في عنقه دلالة على الاستسلام مع الحامية التي أرسلها إبراهيم باشا إليه لتحرسه حتى وصل إلى إبراهيم باشا فأكرم ضيافته قبل أن يرسله في سفينة وصلت به إلى الإسكندرية في 2 يونيو حيث اجتمع بمحمد علي الذي استضافه قبل أن يطلق سراحه ليسافر إلى الآستانة أوائل شهر يناير. ولما وصل البريد بخبر فتح عكا أمر محمد علي بأن تطلق المدافع مدة ثلاثة أيام احتفالا. ونظم الشيخ شهاب الدين بيتين نُشرا في ختام تقرير إبراهيم باشا في الوقائع المصرية:
بلغت خسارة المصريين في فتح عكا 1429 جريحا و512 قتيلا.

### خلع محمد علي باشا
توسط القنصل الإنكليزي في بيروت لدى إبراهيم باشا، ولكن بلا جدوى، كما أجاب محمد علي في جمع القناصل بقوله: «هل يسمح السلطان لنفسه أن يحاربني باسم الدين، وأنا أحق منه بمهبط الدين والوحي، لأني أنقذت الحرمين الشريفين وأعدت للدين سلطانه، وأنا الآن أحكم مكة المكرمة والمدينة المنورة؟»
ولما كان 23 أبريل 1832 أمر السلطان محمود بعقد مجلس شرعي مؤلف من ثلاثة مفتيين، وأربعة عشر من قضاة العسكر، واثني عشر قاضيا من قضاة المحاكم وتسعة من أئمة السراي السلطانية والمدارس الشاهانية ومن إمامي جامع أيا صوفيا وجامع السلطان أحمد وأصدروا الحكم الآتي:
| الحرب المصرية العثمانية (1831-1833) | حيث ثبت خروج محمد علي وولده إبراهيم عن طاعة سلطانهما فحق العقاب عليهما كما حق على سائر من حذا حذوهما بشق عصا طاعة أمير المؤمنين وخليفة رسول رب العالمين، وبذلك قضى الشرع الشريف. أولا: تجريد محمد علي وولده إبراهيم من جميع الرتب والمناصب الديوانية وألقاب الشرف الممنوحة لهما من لدن أمير المؤمنين، ثم بقصاصهما مع سائر من شاركهما في هذا العصيان والخروج عن طاعة السلطان. | الحرب المصرية العثمانية (1831-1833) |

### فتح دمشق
اتجه إبراهيم باشا بجيشه نحو دمشق في 11 يونيو، وأمر الأمير بشير أن يتبعه برجاله، ووجه جيش عباس باشا بالتوجه إلى حمص لمراقبة الجيش العثماني. ووصل إبراهيم باشا بجيشه إلى دمشق فرتب عسكر ألوية المشاة والفرسان. فاتجه إبراهيم باشا صباح اليوم التالي ومعه ألوية الفرسان وأحمد بك أمير اللواء مع الأورطة الرابعة من اللواء الثامن صوب فرسان الأعداء الذين كانوا نحو 800 فارس فولوا الأدبار. أما علي باشا والي دمشق فقد كان في مكان يسمى المرجة بدمشق، وكان أمين الكلار والمفتي ورشيد أغا في مكان يسمى باب توما، فهربوا جميعًا ومعهم نحو 1500 فارس و500 راجل.
حينئذ جاء جماعة من المدينة طلبا للسلام. وعند شروق الشمس وصل الأمير بشير ومعه نحو 5000 من الفرسان والمشاة وتقابل مع إبراهيم باشا الذي دخل المدينة، ونظم شهاب الدين بيتين هما:
دخل إبراهيم باشا دمشق في 16 يونيو 1832 وأقام عليها محمد شريف باشا واليا. وبعد احتلال دمشق أسرع إبراهيم باشا بجيشه لمقابله جيش الباشوات في حمص.

### فتح حمص وحلب

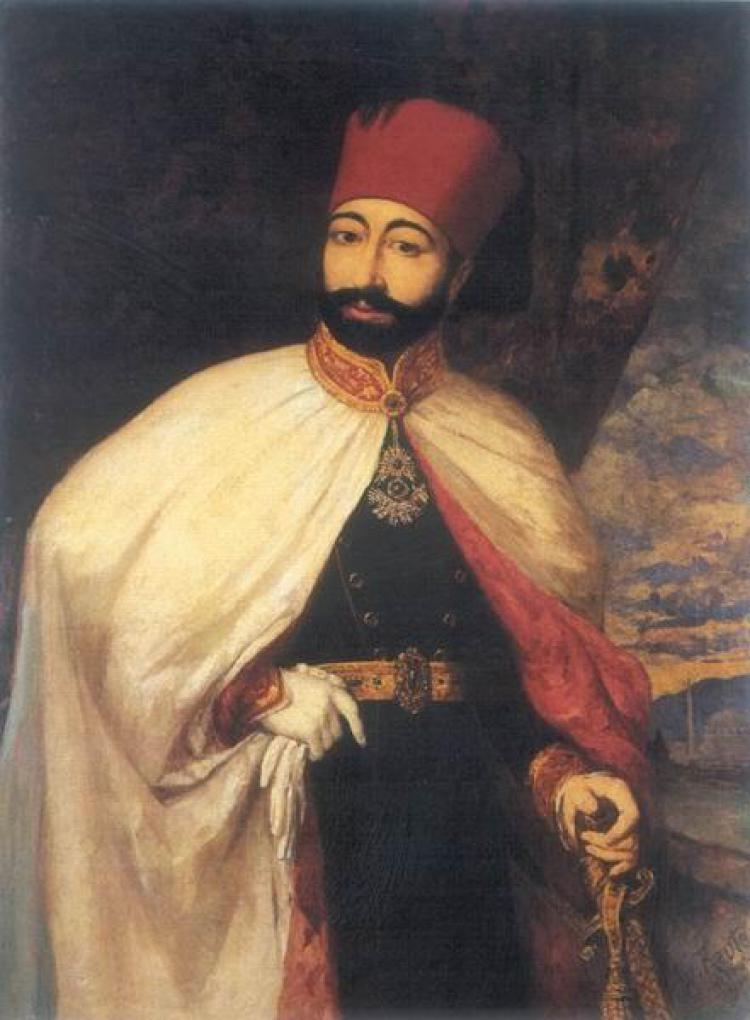
أصدر السلطان العثماني محمود الثاني فرمانا بخلع محمد علي باشا من حكم مصر وتجريده هو وابنه من جميع الرتب والمناصب الديوانية.

كانت حلب آخر أطماع محمد علي، فلم يكن في نيته الذهاب أبعد من ذلك. لذا فقد رأي أن يمهد الطريق السياسي أمام الاستيلاء عليها، فأجر مركبا فرنسيا في 24 يونيو وأرسل رسالة إلى حاكم مالطا الإنكليزي ليرسلها إلى حكومته، لأنه لم يكن يثق بالقنصل الإنكليزي. وكان مضمون رسالته إلى إنكلترا أن الدولة العثمانية واهنة، وأنه لا يريد أبعد مما طلب قبل الحرب بأن يكون له حكم سوريا حتى حلب، رغم أنه لو تلاقى الجيشان لكان له حكم إستامبول ذاتها، وأن سقوط الدولة العثمانية شيء لا تبتغيه إنكلترا ولا فرنسا ولا النمسا ذاتها، ولا يدفع الدولة العثمانية إلى الحرب دفعا سوى روسيا.
كان جيش إبراهيم باشا يوم دخوله دمشق مكونا من 30 ألفا، بالإضافة إلى 15 ألفا من رجال الأمير بشير الشهابي. فأرسل محمد علي إليه ستة آلاف جندي نظامي حتى قيل إن مصر قد خلت من الجنود النظامية. أم جيش الباشوات في حمص فكان نحو 26 ألفا قبل وصول جيش السر عسكر باشا الذي كان نحو 12 ألفا، وقد جاء من طريق قونية مرورًا بطريق أنطاكية. وفي 30 يونيو تحرك جيش إبراهيم باشا من دمشق إلى حمص، ومعه الأمير بشير وابنه الأمير خليل وأمراء وادي التيم ومشايخ نابلس. فخيم على نهر العاصي ثم توجه إلى بحيرة حمص.
وفي صباح 8 يوليو هجم جيش إبراهيم على حمص، وتقابل مع العثمانيين فانتصر عليهم، واستولى على أسلحتهم ومراسلاتهم، ومنها رسالة من الباب العالي إلى باشا حلب بأن يرسل إبراهيم باشا حيا إلى إستامبول. وبلغ عدد قتلى العثمانيين 2500، وقتلى الجيش المصري 102 وجرحاه 162، وأسر الجيش المصري نحو ألفين أرسلوا إلى عكا. أما الباشوت قادة المعسكر العثماني فكانوا محمد باشا والي حلب، وعثمان باشا والي المعدن، وعثمان باشا والي قيسارية، وعلي باشا والي دمشق، وعثمان باشا والي طرابلس، ومحمد باشا فريق عسكر الجهادية. وقد فروا جميعًا.
لم يقف إبراهيم باشا في حمص بل سار بالجيش إلى حماة ليلحق بهم، لكنه بلغه أنهم لم يقفوا في حماة، وإنما تركوا مدافعهم في الطريق وواصلوا المسير، فاستولى عليها ووجه بإصلاح المدافع التي غنمها. كذلك لم يقف إبرهيم باشا في حماة، بل واصل السير إلى حلب إذ بلغه أن محكمة حلب وأهلها أبوا تقديم المؤنة للعثمانيين فغادروها إلى عينتاب. فوصل إبراهيم باشا إلى حلب ودخلها على الترحاب في 15 يوليو، وأرسل كتابا إلى محمد علي يقول:

### معركة مضيق بيلان
نظم إبراهيم باشا الحامية في حلب، واحتل القلعة، وأرسل طلائع جيشه إلى جهة الفرات ليتأكد من أمن مؤخرة جيشه. وكان السلطان محمود قد عين السر عسكر حسين باشا واليا على مصر وكريت وبلاد الحبشة بعد أن خلع محمد علي، فرأي إبراهيم باشا أنه لم يبق سوى القضاء على جيش حسين باشا لإتمام فتح سوريا. والتقي السر عسكر بفلول جيش الباشوات فاتجه إلى بيلان وهو وادٍ بين جبلين تمر فيه القوافل بين حلب والإسكندرونة، فأخذ حسين باشا يحصنه بمدافعه وجنوده حتى بلغ سلاحه 160 مدفعا، و60 ألفا منهم 45 ألف جندي نظامي، فأسرع إليه إبراهيم باشا بجيشه قبل أن يسترد قوته.
وصل إبراهيم باشا بجيشه إلى بيلان في 29 يوليو، وأخذ يدرس ميدان المعركة، فلاحظ أن السر عسكر قد أهمل بعض الأنجاد العالية فأمر باحتلال هذه المرتفعات، ولفت نظر العثمانيين عن ذلك بإطلاق نيران مدافعه عليهم من الجهة المقابلة، فالتفوا على مؤخرة جيش السر عسكر فاضطرب جيشه ولاذوا بالفرار. وفي اليوم التالي وجه إبراهيم باشا فرسانه لاقتفاء أثرهم فوصلوا حتى أضنة وعادوا ومعهم 1900 أسير. وفي أول أغسطس قدم أهل أنطاكية الولاء، وعين إبراهيم باشا خليل بك على إقليم بيلان. وجملة ما غنمه المصريون كما أورد كتاب متسلم دمشق أحمد بك العظم: 80 مدفعا، ومدفع هاون، وكمية كبيرة من الذخائر، وأن قتلى المصريين في بيلان لم تزد على 20 قتيلا.
كانت معركة مضيق بيلان بين حلب وأنطاكية آخر المعارك في سوريا، وبانتهائها سلمت أنطاكية والإسكندرونة واللاذقية. وكان محمد علي يطمع في أضنة لحاجته إلى الخشب لبناء المراكب، فتقدم إبراهيم باشا فاحتل طرسوس، ودخل أدنة ذاتها في 31 يوليو 1832، فبلغه من والده الأمر بالوقوف وألا يتحرك أبعد من ذلك، إذ وصل إلى آخر حدود البلاد العربية وأول بلاد الأناضول عند جبال طوروس.
توقف زحف إبراهيم باشا، لكنه أرسل ألوية إلى أورفه، كما أرسل قوة من الفرسان لمراقبة طريق أرضروم وسيواس وديار بكر، وكان العراقيون قد ثاروا على واليهم داود باشا وقتلوه، فلم يخش إبراهيم باشا من مؤخرة جيشه. أما السر عسكر حسين باشا فقد اختفى بعد المعركة ونسجت عنه الإشاعات، حتى ظهر أنه قد أصيب بالرمد الصديدي في إحدى مزارع ولاية بورصة.

## الحملة المصرية على الأناضول

### معركة قونية

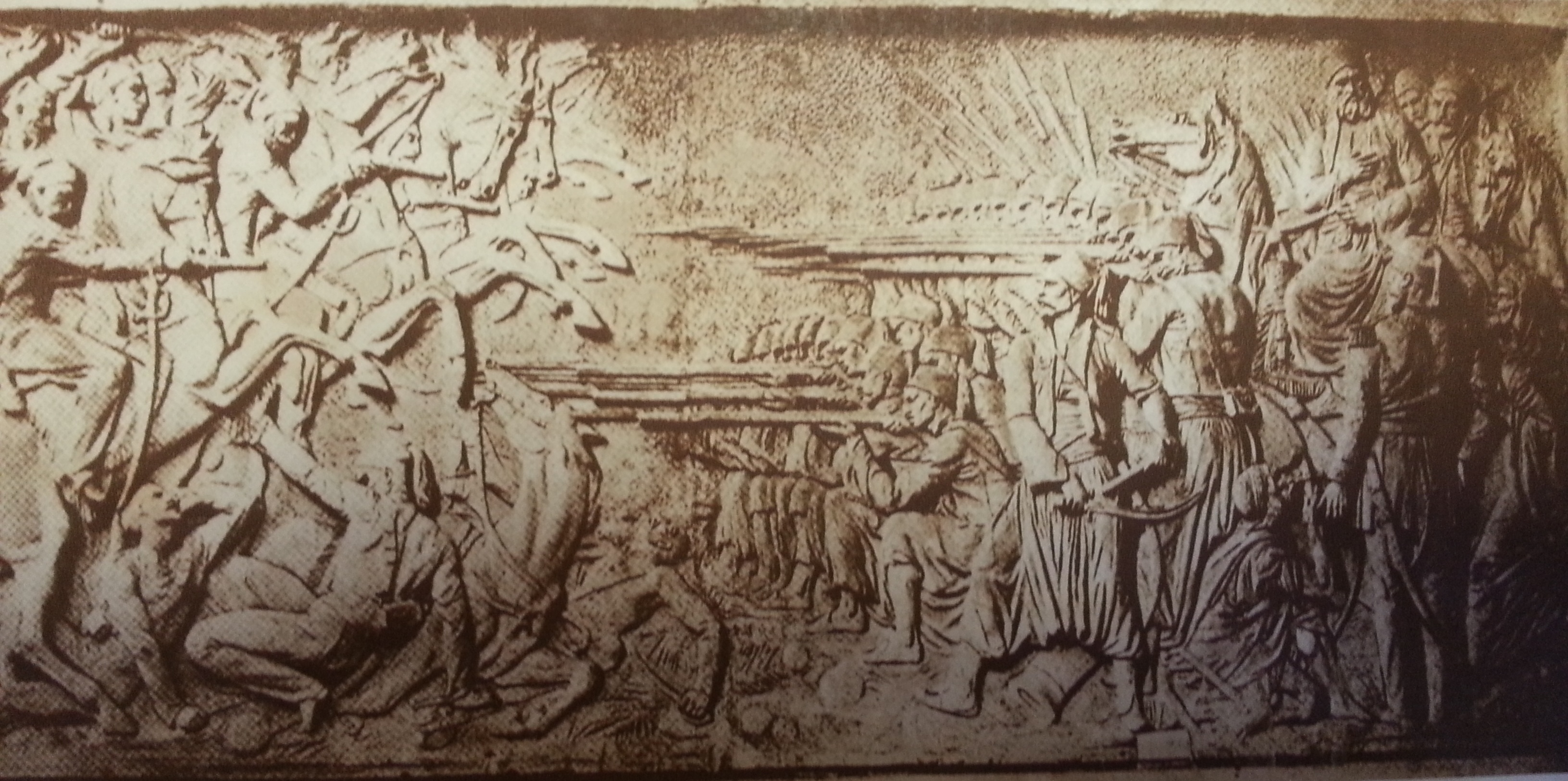
إبراهيم باشا يقود جيشه في معركة قونية في ديسمبر 1832.

ظل الجيش المصري في أضنة مدة ثلاثة أشهر، في هدنة غير رسمية تبادل فيها محمد علي مع السلطان العثماني المراسلات بأنه لا يريد الذهاب أبعد من ذلك إن أقره الباب العالي على سوريا، كما كان يخشى من رد فعل الدول عليه إن تقدم أبعد من ذلك، خاصة وإنكلترا ذات موقف سلبي منه، وروسيا تعاديه مباشرة وتعرض على الباب العالي محاربته. ولما استمرت إستامبول في التأخير في الرد، أدرك أنهم يكسبون الوقت لتجميع الجيش وشد بأسه، فأرسل أخيرًا إلى إبراهيم باشا بأن يتقدم إلى قونية في 14 أكتوبر.
وفي 15 أكتوبر دخل جيش إبراهيم أركلي وأقام فيها حتى 20 نوفمبر ثم تحرك يقصد قونية. وقبل وصوله إلى قونية أخلاها العثمانيون، فأرسل خلفهم الفرسان ودخلها وبدأ في تحصينها. وفي 18 ديسمبر ظهرت طلائع الجيش العثماني بقيادة رؤوف باشا فدار القتال بينه وبين إبراهيم باشا فانتصر المصريون عليه وغنم منه ثمانية مدافع وأسر منه ألفين. وبلغته الأخبار بأن رشيد باشا الصدر الأعظم قادم بجيش هائل لقتاله، فأخذ يستعد لملاقاته، فأرسل إلى الأمير بشير أمير لبنان أن يوافيه إلى طرسوس.
زحف رشيد باشا بجيشه إلى سهول قونية في 21 ديسمبر، وكان إبراهيم يعرف رشيد باشا جيدًا، فتظاهر بالخوف من الاصطدام به، وسحب قواته وراء قونيه ليمكنه من إخفاء شطر قواته. أما رشيد باشا فقد هجم على المصريين فوقع في الشرك، فذُعر جيشه وتفرق، واشتدت المدافع المصرية بالضرب، حتى حل غروب الشمس وجيش رشيد باشا قد تمزق، وأسر رشيد باشا وجيء به إلى إبراهيم باشا.
وهكذا فقدت الدولة العثمانية في أقل من ستة أشهر جيشين كبيرين: جيش الباشوات في حمص، وجيش رشيد باشا في قونية. وأقام إبراهيم باشا بجيشه في قونية شهرًا ثم كتب إلى والده في 28 ديسمبر:
فلما وصل الكتاب إلى محمد علي أرسل إلى ابنه يأذن له بالتقدم، فتحرك إبراهيم باشا بجيشه من قونية في 20 يناير، وكان برد الشتاء شديدًا، ووصل الجيش المصري إلى كوتاهية في 2 فبراير، حيث وصله أمر والده بأن يقف في كوتاهية، فوقف بها وهو يعرف أن ليس بينه وبين إستامبول جندي عثماني واحد يدفعه.

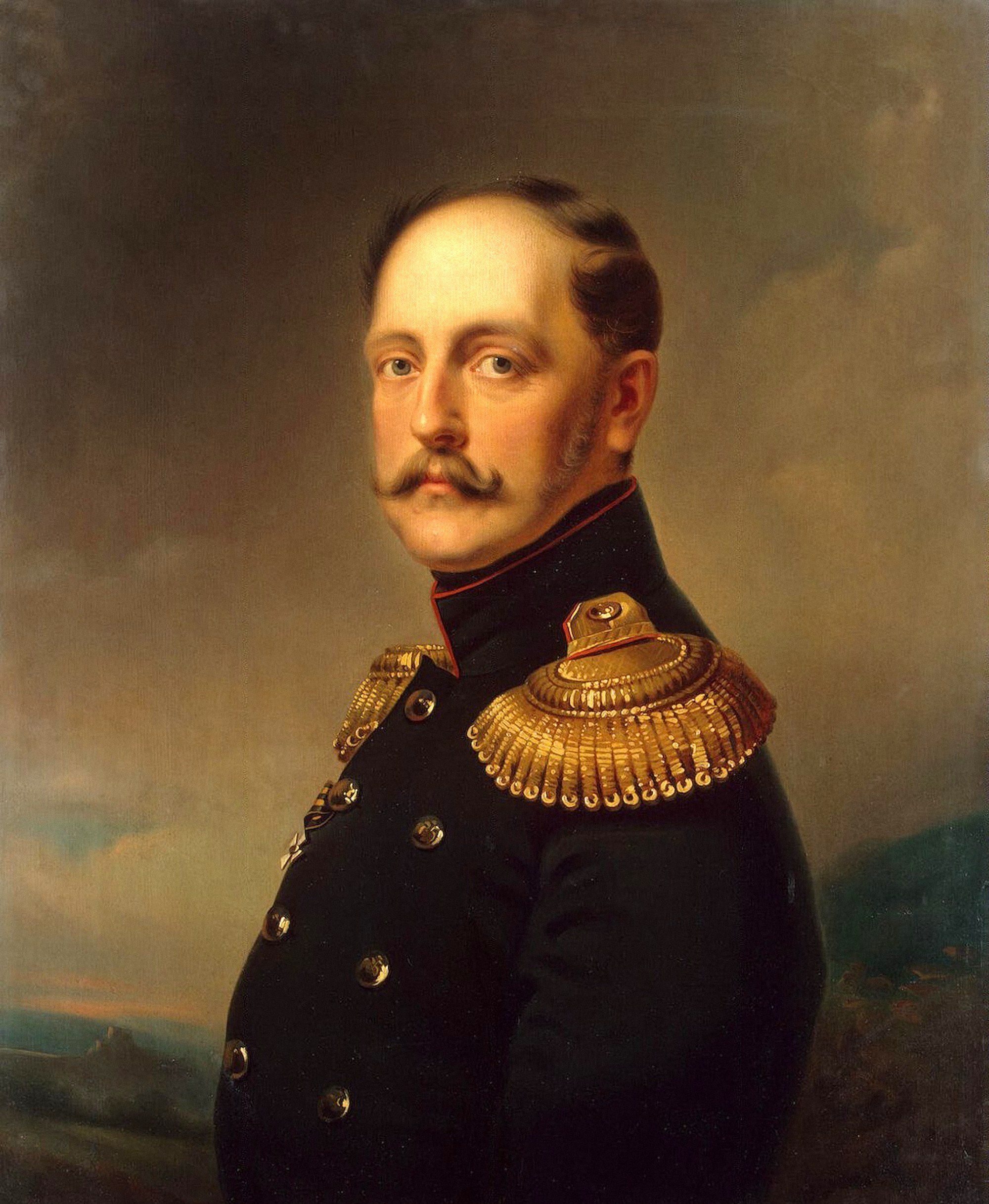
اقترح الإمبراطور الروسي نيكولاي الأول على السلطان العثماني الدخول في الحرب ضد إبراهيم باشا، كما سحب سفيره من مصر. في النهاية اضطر السلطان إلى طلب العون منه بعدما هُزم في معركة قونية فأبحر الأسطول الروسي إلى الآستانة.

### روسيا في الآستانة
في 30 يناير وصل الخبر إلى الآستانة بأن إبراهيم تحرك بجشه من قونيه إلى كوتاهية، فأمر السلطان ريس أفندي بأن يقابل سفير روسيا ويطلب منه إنجاز وعد القيصر بإرسال 20 إلى 25 ألف جندي. تحرك الأسطول الروسي من سيبستابول في 14 فبراير قاصدًا إستامبول، ففزعت فرنسا وأرسلت الأميرال روسين الفرنساوي بأسطوله إلى الدردنيل ليبلغ الباب العالي بأنه سيدافع عنه ضد إبراهيم باشا إن هو استرد طلبه من روسيا، لكن الأسطول الروسي وصل إلى البوسفور في 19 فبراير. وكتب الأميرال الفرنسي مع الباب العالي صلح 21 فبراير بأي يُعطى محمد علي عكا وصيدا وطرابلس ونابلس، إلا أن محمد علي وإبراهيم رفضا الشروط.
جزعت فرنسا لرفض مصر شروط 21 فبراير، إذ كانت تأمل في صلح سريع يبعد الروس من الآستانة، فهددت محمد علي باستدعاء جميع ضباطها من جيشه وأسطوله، فكرر محمد علي رفضه. فلما وصل الخبر إلى الباب العالي، طلب من سفير رسيا أن يعجل بطلب خمسة آلاف مقاتل لحماية العاصمة، ولكن لعلمه بأن الجنود الروسية لن تصل قبل شهر بينما جيش إبراهيم باشا على بعد عشرة أيام، أجاب ريس أفندي بأن الباب العالي مستعد أن يعطي محمد علي حلب ودمشق، ولكنه لا يستطيع التنازل عن أضنة.
وفي 29 مارس، اتفق الأميرال روسين الفرنساوي والباب العالي على إرسال المسيو فارين وكيل سفير فرنسا في الآستانة مع رشيد بك مندوب الباب العالي إلى كوتاهية، للاتفاق مع إبراهيم باشا على إعطاء ولاية سوريا كلها إلى محمد علي، وتخفيف الشروط بشأن أضنة. فقبل إبراهيم باشا التخلي عن طلب أورفة وديار بكر لكنه لا يتنازل عن أضنة بأي حال.
وفي 5 أبريل وصل إلى الآستانة خمسة آلاف جندي روسي مع الفرقة الثانية من أسطول القيصر، لكن ذلك زاد الحال سوءًا، لأن وصول الجنود الروس إلى العاصمة أغضب المسلمين، وخاصة العلماء والوزارت، فشاعت الاضطرابات، ورفض المفتي إصدار فتواه بصواب عمل الباب العالي بطلب المدد من روسيا.

## اتفاقية كوتاهية

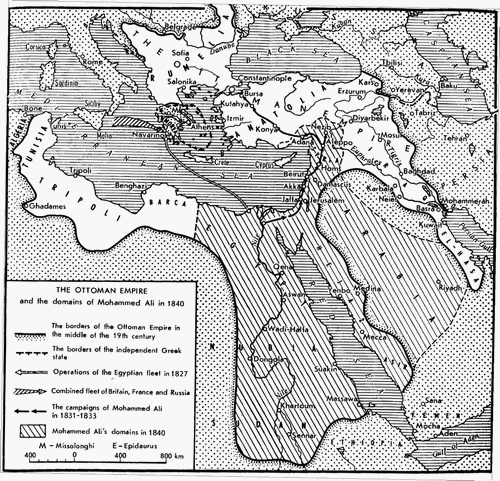
سلطان محمد علي باشا بعد توقيع اتفاقية كوتاهية في مايو 1833.

ولما وصل رد إبراهيم باشا إلى الباب العالي تشاوروا مع السفير الفرنسي الذي نصح السلطان بقبول طلب محمد علي، فقبل السلطان ذلك. ولما وصل الكونت أورلوف الروسي إلى الآستانة في أبريل، بلغه أن الصلح قد تم بين السلطان وبين محمد علي فقال: «إن هذا الصلح ليس سوى هدنة لا تدوم أكثر من خمس سنين».
ووصل خبر الاتفاق إلى الإسكندرية في 5 مايو في سفينة حربية تحمل خبر تسليم الباب العالي بأضنة، فأمر محمد علي أن ترفع المراكب والسفن زينتها كاملة، وأن تطلق المدافع في جميع قلاع البلاد. وفي 6 مايو صدر نص الفرمان السلطاني ونصه:
| الحرب المصرية العثمانية (1831-1833) | إن تأكيد الأمانة والإخلاص الذي قدمه في العهد الأخير ولي مصر محمد علي باشا وولده إبراهيم باشا، قد لقي الحظوة لدينا، فنوجه إليهم رضانا العالي الشاهاني، وأثبت في ولاية كريد ومصر محمد علي باشا. ونظرًا لالتماسه الخاص، وليته مقاطعات دمشق وطرابلس الشام، وصيدا، وصفد، وحلب، وإقليمي القدس ونابلس، وحراسة الحج، وقيادة الحردة. ونال ابنه من جديد من عطفنا الشاهاني لقب شيخ الحرم المكي، وولاية جدة. وفوق عذا قد أجبت ملتمسه بشأن إداة مقاطعة أضنة التي يديرها إدارة الجفالك الشاهانية، وذلك بلقب محصل. | الحرب المصرية العثمانية (1831-1833) |

لم يضع اتفاقية كوتاهية حدًا للمشاكل والعداء بين محمد علي والباب العالي، وإنما كان هدنة قصيرة لظهور مشاكل أولها الحدود والتي أثارها إرسال إبراهيم باشا جنوده إلى أورفا لصد غارات البدو، وثانيها الإتاوة التي كان يدفعها محمد علي عن البلاد التي ضمها لحكمه. وتفاقمت المشاكل في سنين قصيرة حتى اندلعت الحرب المصرية العثمانية الثانية بعد ست سنوات فقط.